# Eisgarn
Eisgarn är en ort och kommun  i Österrike. Den ligger i distriktet Gmünd i förbundslandet Niederösterreich, 120 km nordväst om huvudstaden Wien.
Kommunen består av fyra orter (Ortschaften) (inom parentes invånarantal 1 januari 2024):
- Eisgarn (379)
- Klein-Radischen (59)
- Groß-Radischen (209)
- Wielings (66)